# Selçuk Dereli
Selçuk Dereli (Kahramanmaraş, 1969. június 6. –) török nemzetközi labdarúgó-játékvezető.

## Pályafutása

### Nemzeti játékvezetés
1987-ben lett hazája legfelső szintű labdarúgó-bajnokságának játékvezetője. Aktív korában Törökország első számú labdarúgó-játékvezetője. Az aktív nemzeti játékvezetéstől 2009-ben vonult vissza. Első ligás mérkőzéseinek száma: 313.

#### Nemzeti kupamérkőzések
Vezetett Kupa-döntők száma: 1.

##### Török szuperkupa
| Időpont             | Helyszín              | Mérkőzés típusa | Mérkőzés                   | Eredmény |
| ------------------- | --------------------- | --------------- | -------------------------- | -------- |
| 2008. augusztus 17. | MSV Stadion, Duisburg | döntő           | Galatasaray SK–Kayserispor | 2 : 1    |

### Nemzetközi játékvezetés
A Török labdarúgó-szövetség Játékvezető Bizottsága (JB) terjesztette fel nemzetközi játékvezetőnek, a Nemzetközi Labdarúgó-szövetség (FIFA) 2003-tól tartotta nyilván bírói keretében. Több nemzetek közötti válogatott és klubmérkőzést vezetett. A török nemzetközi játékvezetők rangsorában, a világbajnokság-Európa-bajnokság sorrendjében többedmagával a 4. helyet foglalja el 6 találkozó szolgálatával. Az aktív nemzetközi játékvezetéstől 2009-ben búcsúzott el nemzeti- és vallásbeli – támadások – miatt. Válogatott mérkőzéseinek száma: 9.

#### Világbajnokság
A világbajnoki döntőhöz vezető úton Németországba a XVIII., a 2006-os labdarúgó-világbajnokságra és Dél-Afrikába a XIX., a 2010-es labdarúgó-világbajnokságra a FIFA JB bíróként alkalmazta.

##### 2006-os labdarúgó-világbajnokság

###### Selejtező mérkőzés
| Időpont           | Helyszín                         | Mérkőzés típusa           | Mérkőzés                 | Eredmény | Nézők száma |
| ----------------- | -------------------------------- | ------------------------- | ------------------------ | -------- | ----------- |
| 2004. október 9.  | Dinamo Stadion, Minszk           | előselejtező (5. csoport) | Fehéroroszország–Moldova | 4 : 0    | 21 000      |
| 2005. június 4.   | Nisy Stadion, Liberec            | előselejtező (1. csoport) | Csehország–Andorra       | 8 : 1    | 9 520       |
| 2005. október 12. | Josy Barthel Stadion, Luxembourg | előselejtező (3. csoport) | Luxemburg–Észtország     | 0 : 2    | 2 010       |

##### 2010-es labdarúgó-világbajnokság

###### Selejtező mérkőzés
| Időpont           | Helyszín                    | Mérkőzés típusa           | Mérkőzés          | Eredmény | Nézők száma |
| ----------------- | --------------------------- | ------------------------- | ----------------- | -------- | ----------- |
| 2008. október 15. | Laugardalsvöllur, Reykjavík | előselejtező (9. csoport) | Izland–Macedonia  | 1 : 0    | 5 527       |
| 2009. október 10. | Központi Stadion, Podgorica | előselejtező (8. csoport) | Montenegró–Grúzia | 2 : 1    | 5 420       |

#### Európa-bajnokság

##### U19-es labdarúgó-Európa-bajnokság
Liechtenstein rendezte a 2003-as U19-es labdarúgó-Európa-bajnokságot, ahol az UEFA JB bíróként alkalmazta.
| Időpont          | Helyszín                 | Mérkőzés típusa              | Mérkőzés               | Eredmény |
| ---------------- | ------------------------ | ---------------------------- | ---------------------- | -------- |
| 2003. július 16. | Rheinpark Stadion, Vaduz | csoportmérkőzés (A. csoport) | Anglia–Ausztria        | 1 : 2    |
| 2003. július 18. | Városi Stadion, Triesen  | csoportmérkőzés (B. csoport) | Liechtenstein–Norvégia | 1 : 2    |
| 2003. július 26. | Rheinpark Stadion, Vaduz | döntő                        | Olaszország–Portugália | 2 : 0    |

---
Az európai-labdarúgó torna döntőjéhez vezető úton Ausztriába és Svájcba a XIII., a 2008-as labdarúgó-Európa-bajnokságra az UEFA JB játékvezetőként foglalkoztatta.

##### Selejtező mérkőzés
| Időpont             | Helyszín                     | Mérkőzés típusa           | Mérkőzés               | Eredmény | Nézők száma |
| ------------------- | ---------------------------- | ------------------------- | ---------------------- | -------- | ----------- |
| 2006. szeptember 6. | Olimpiai Stadion, Serravalle | előselejtező (D. csoport) | San Marino–Németország | 0 : 13   | 5 000       |

#### Nemzetközi kupamérkőzések

##### Európa Liga
| Időpont            | Helyszín                         | Mérkőzés típusa                         | Mérkőzés                    | Eredmény |
| ------------------ | -------------------------------- | --------------------------------------- | --------------------------- | -------- |
| 2009. december 17. | Goodison Park Stadion, Liverpool | selejtező (utolsó nemzetközi mérkőzése) | Everton FC–FK BATE Bariszav | 0 : 1    |

## Negatív sztori
2006-ban az egyik hazai első vonalú mérkőzésen, a Denizlispor–Fenerbahçe SK találkozón nemzeti csúcsot állított be, azzal, hogy a találkozó második félidejét 16 (!) perccel tovább vezette. A Fenerbahcenak győznie kellett a török bajnokságért. Komoly spekuláció indult el a fair play  kérdésében. Egy-egy nemzeti vagy nemzetközi mérkőzésen elkövetett vélelmezhető hiba kihatással lehet (van) a játékvezető további előremenetelére, pályafutásának minőségére.

## Magyar vonatkozás
| Időpont          | Helyszín                            | Mérkőzés típusa              | Mérkőzés                  | Eredmény | Nézők száma |
| ---------------- | ----------------------------------- | ---------------------------- | ------------------------- | -------- | ----------- |
| 2005. február 2. | Atatürk Olimpiai Stadion, Isztambul | felkészülési (794. mérkőzés) | Magyarország–Szaúd-Arábia | 0 – 0    | 100         |